# Innocent Grey
Innocent Grey（日语：イノセントグレイ）是日本galgame开发公司Gungnir会社的主打游戏品牌。

## 作品

### Innocent Grey
- 2005年4月28日 - 恋狱月狂病
  - 2023年4月28日 - 恋狱月狂病《REBIRTH FHD SIZE EDITION》[2]
- 2006年8月25日 - MEMORIE（《恋狱月狂病》与杉菜水姬在九头龙公司参与制作的《英才狂育》的合集）
- 2006年9月29日 - PP -ピアニッシモ- 操リ人形ノ輪舞
- 2007年4月6日 - 和之匣
- 2008年7月4日 - 壳之少女
  - 2019年12月20日 - 壳之少女 FULL VOICE HD SIZE EDITION
- 2013年2月8日 - 虚之少女
  - 2020年8月28日 - 虚之少女 NEW CAST REMASTER EDITION
- 2009年12月11日 - 七凭之祭（日语：クロウカシス 七憑キノ贄）
- 2010年12月3日 - Innocent Grey premium box（《恋狱月狂病》、《壳之少女》等4部作品合集[3]）
- 2014年4月18日 - FLOWERS -Le volume sur printemps- （春篇）（※全年龄）
  - 2015年4月17日 - FLOWERS -Le volume sur été- （夏篇）（※全年龄）
  - 2016年5月27日 - FLOWERS -Le volume sur automne- （秋篇）（※全年龄）
  - 2017年9月15日 - FLOWERS -Le volume sur hiver- （冬篇）（※全年龄）
- 2020年12月25日 - 天之少女 PREMIUM EDITION

### Noesis
与Innocent Grey同属Gungnir公司旗下的游戏品牌，由咖啡贵族担任主创。随着咖啡贵族从Gungnir公司离职，已于2014年8月14日无限期停止活动。
- 2007年8月3日 - 放課後の先パイ
- 2008年10月10日 - マーブル★ブルマ
- 2009年4月3日 - フリフレ
  - 2011年12月22日 - フリフレ2
- 2011年5月20日 - CURE GIRL
- 2013年8月30日 - ラブesエム
- 2014年8月8日 - 雨恋

## 制作人员
出品人
- 杉本晃志郎（《七凭之祭》及以前的作品）

制作总监
- 杉菜水姬

原画
- 杉菜水姬
- 咖啡貴族（日语：珈琲貴族）（2014年离职）

编剧
- 飯田和彥（日语：飯田和彦）（《恋狱月狂病》）
- 鈴鹿美弥（《和之匣》、《壳之少女》系列、《七凭之祭》）
- 志水はつみ（《flowers》系列）

音乐
- Little Wing

动画制作
- 癸乙夜（Mju:Z）

程序
- 公魚

美工
- とよ
- 吉宗
- 翡翠
- 咖啡貴族 (2014年离职)